# Anggrung
Anggrung is een bestuurslaag in het regentschap Medan van de provincie Noord-Sumatra, Indonesië. Anggrung telt 1711 inwoners (volkstelling 2010).